# Lorena, Texas
Lorena là một thành phố thuộc quận McLennan, tiểu bang Texas, Hoa Kỳ. Năm 2010, dân số của xã này là 1691 người.

## Dân số
- Dân số năm 2000: 1433 người.
- Dân số năm 2010: 1691 người.